# Pul Pehlad
Pul Pehlad es una ciudad censal situada en el distrito de Delhi sur,  en el territorio de la capital nacional,  Delhi (India). Su población es de 69657 habitantes (2011). 

## Demografía
Según el censo de 2011 la población de Pul Pehlad era de 69657 habitantes, de los cuales 37991 eran hombres y 31666 eran mujeres. Pul Pehlad tiene una tasa media de alfabetización del 84,46%, inferior a la media estatal del 86,21%: la alfabetización masculina es del 91,28%, y la alfabetización femenina del 76,24%.